# Riders on the Storm

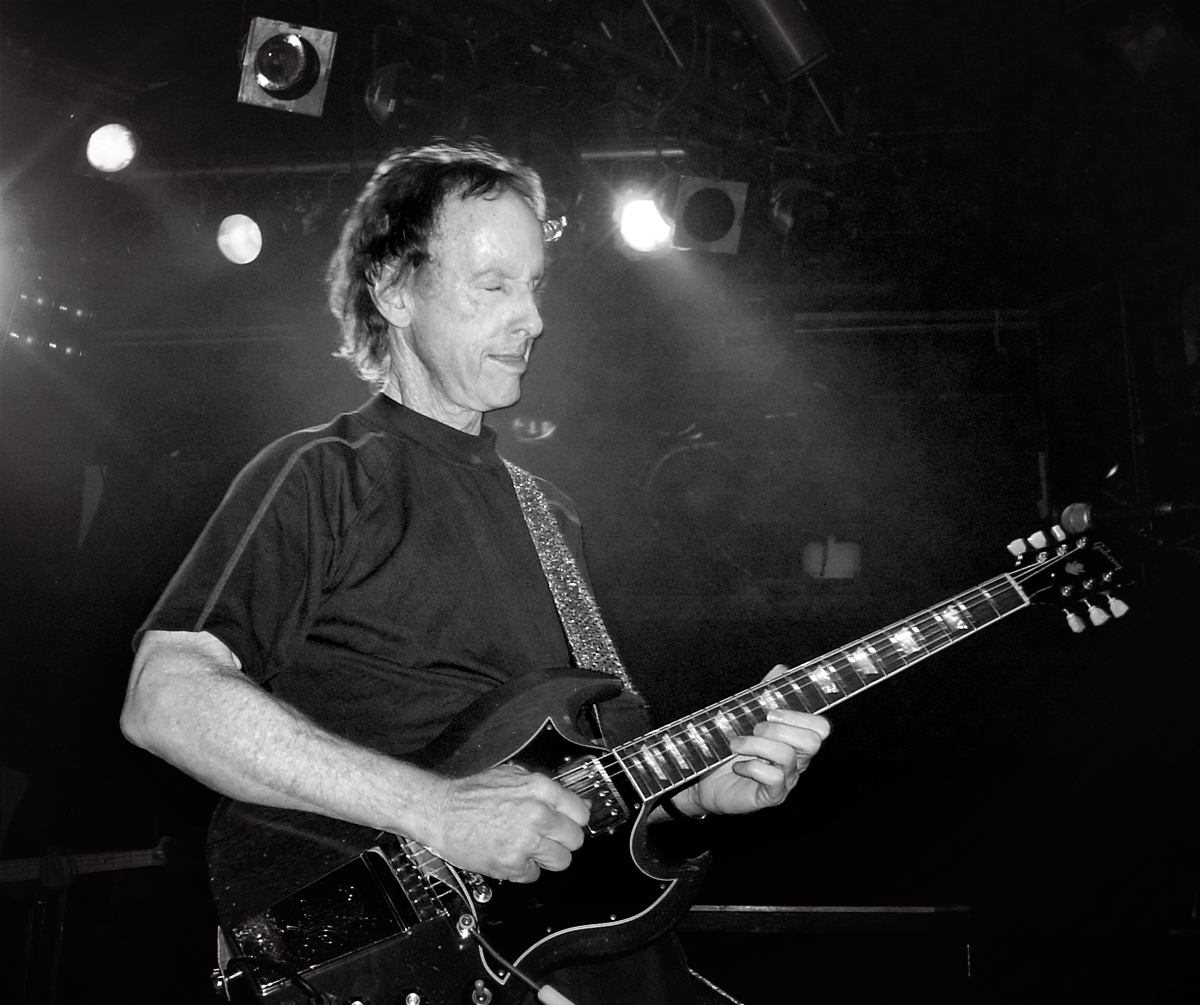
Robby Krieger

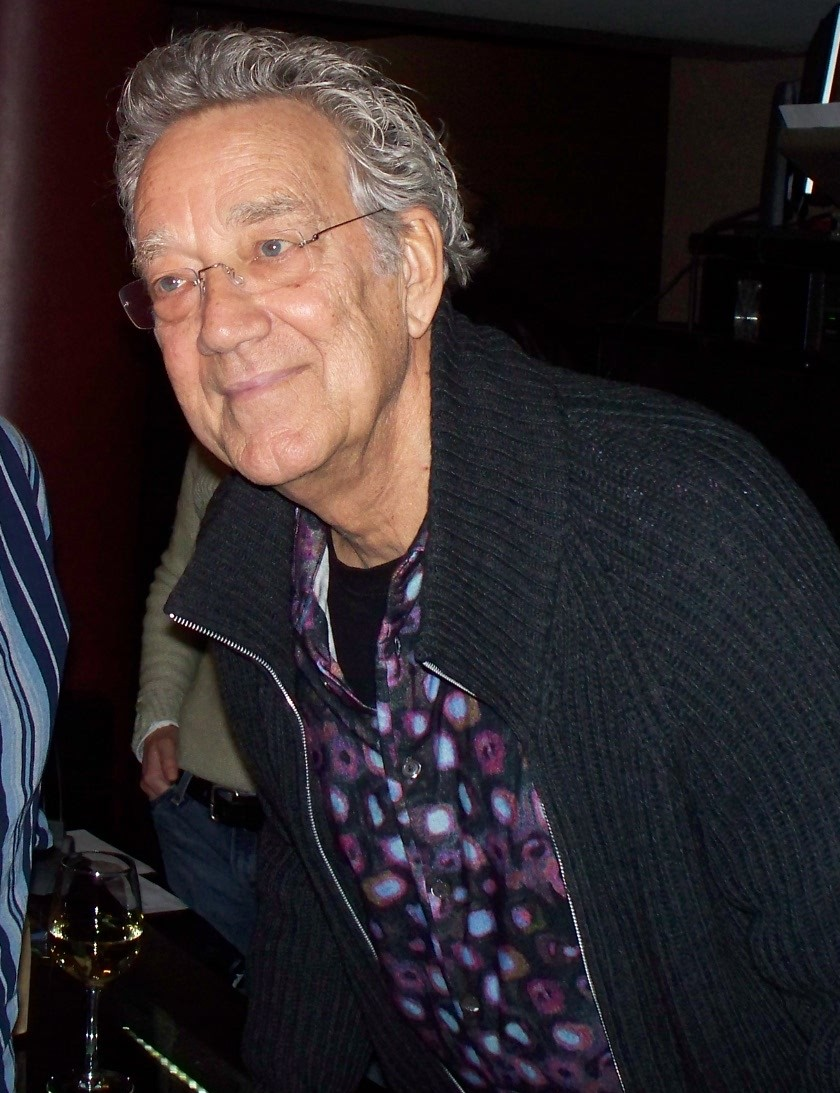
Ray Manzarek

Riders On The Storm ou Manzarek-Krieger (anciennement The Doors Of The 21st Century ou D21C) est un groupe de rock fondé en 2002 et qui se veut être la reformation du groupe de la fin des années 1960 et du début des années 1970 The Doors. Le groupe s'est dissout en 2013 à la mort de Ray Manzarek.
Le groupe est composé du claviériste et du guitariste du groupe originel, c'est-à-dire respectivement Ray Manzarek et Robbie Krieger. Dans un premier temps, c'est le chanteur du groupe anglais The Cult, Ian Astbury, qui a été choisi pour reprendre la place de Jim Morrison (décédé en 1971) au chant, mais depuis mars 2007, c'est Brett Scallions qui occupe ce poste.
Le batteur originel des Doors, John Densmore, a refusé d'intégrer le groupe, invoquant dans un premier temps des raisons médicales, puis des raisons morales. C'est l'ancien batteur du groupe The Police, Stewart Copeland, qui a alors pris les baguettes. Un accident l'ayant temporairement empêché de remplir son rôle de batteur, il est remplacé par Ty Dennis, le batteur du Robbie Krieger Band. Angelo Barbera, le bassiste de Krieger, a également rejoint le groupe, mais ne reste pas longtemps, et se fait remplacer par Phil Chen.
Après avoir tourné sous le nom de The Doors Of The 21st Century, le groupe a dû changer de nom en 2005 à la suite de différends juridiques avec John Densmore et les héritiers de Jim Morrison.
Les Riders On The Storm sont avant tout connus pour reprendre sur scène les standards des Doors.
À noter que la même décision juridique, qui leur a interdit d'utiliser le nom The Doors Of The 21st Century, les empêche également de reprendre sur scène le morceau Break on through (to the other side).

## Composition
- Robbie Krieger : guitare
- Ray Manzarek : clavier (décédé)
- Brett Scallions : chant
- Angelo Barbera : basse
- Ty Dennis : batterie

## Discographie
- 2004 : Live on New Years Eve, 2003
- 2004 : Live at Music Midtown, Atlanta GA
- 2004 : Live at SunFest, West Palm Beach, FL
- 2004 : Live at the Roseland Ballroom, New York, NY
- 2004 : Live at Mohegan Sun Arena, Uncasville, CT
- 2004 : Live at the Universal Lending Pavilion, Denver, CO
- 2005 : Live on New Years Eve, 2004

## Filmographie
- 2004 : The Doors Of The 21st Century : L.A. Woman Live